# Artie Lange
Arthur Steven "Artie" Lange, Jr. (sinh ngày 11 tháng 10 năm 1967) là một diễn viên cũ và hiện cá tính hoặc trung tâm thể dục thẩm mỹ. Ông được biết đến với thái độ rực rỡ và tràn đầy năng lượng của mình.

## Tiểu sử
Arthur Steven Lange, Jr. sinh ra tại Livingston, New Jersey ngày 11 tháng 10 năm 1967, con trai của Artie Lange, Sr. và Judy Caprio và ông lớn lên trong khu phố Pháp.